# Kumasi
Kumasi er hovedstad i Ashanti-regionen i Ghana. Byen har 3.903.480 (2024) indbyggere  og er landets næststørste.
Byens mest kendte søn er FN's generalsekretær Kofi Annan. Derudover kommer fodboldspilleren Jones Kusi-Asare, som havde stor succes i både AaB og Esbjerg, ligeledes fra Kumasi.
32 km sydøst for Kumasi ligger Lake Bosumtwi.